# Ein Leben für die Zärtlichkeit
Ein Leben für die Zärtlichkeit – trzydziesty dziewiąty album muzyczny niemieckiej grupy muzycznej Die Flippers wydany w roku 2004.
Z okazji jubileuszu 35-lecia wydania pierwszej płyty długogrającej, wydano podwójny album zawierający największe przeboje zespołu.

## Lista utworów

### CD 1
1. "Weine nicht kleine Eva" - 2:37
2. "Sha la la I love you" - 3:43
3. "Dann singt die Nachtigal ihr Lied" - 3:22
4. "Das schönste im Leben" - 3:03
5. "Wellen Wind und schöne Mädchen" - 3:35
6. "Zwei Schatten am Fenster" - 3:36
7. "Madonna der einsamen Herzen" - 3:24
8. "Nur von einem sollst du träumen" - 2:56
9. "Marlena" - 3:50
10. "Nur ein Bild von dir" - 2:44
11. "Schau in den Spiegel du bist schön" - 3:53
12. "Bye bye bella Senorita" - 4:06
13. "Denn ein Bild kann nicht reden" - 3:09
14. "Isabell" - 3:40
15. "Schenk mir deine Liebe" - 3:19
16. "Auf rote Rosen fallen Tränen" - 3:12
17. "Die rote Sonne von Barbados" - 3:25
18. "Nur wer die Sehnsucht kennt" - 3:34
19. "Mexico"

### CD 2
1. "Sommer Sonne Zärtlichkeit" - 3:17
2. "Lotosblume" - 3:45
3. "Mona Lisa" - 3:07
4. "Wenn ich morgens aufsteh" - 3:31
5. "Sayonara" - 3:17
6. "Der letzte Bolero" - 3:48
7. "Sommersprossen" - 3:33
8. "Mexican Lady" - 2:56
9. "Du bist mein erster Gedanke" - 3:36
10. "Das Tagebuch" - 3:18
11. "Ein Herz aus Schokolade" - 3:07
12. "Das ganze Leben ist eine Wundertüte" - 3:13
13. "Liebe ist mehr als nur eine Nacht" - 3:41
14. "In Venedig ist Maskenball" - 3:16
15. "Rosen der Liebe" - 3:10
16. "Der kleine Floh in meinem Herzen" - 3:15
17. "Sie will einen Italiener" - 3:12
18. "Drei Töne am Piano" - 3:11
19. "Isabella" - 3:12
20. "Immer immer wieder" - 3:13